# Locustdale
Locustdale és una concentració de població designada pel cens dels Estats Units a l'estat de Pennsilvània. Segons el cens del 2000 tenia 70 habitants.

## Demografia
Segons el cens del 2000, Locustdale tenia 70 habitants, 28 habitatges, i 19 famílies. La densitat de població era de 2.702,7 habitants/km².
Dels 28 habitatges en un 28,6% hi vivien nens de menys de 18 anys, en un 60,7% hi vivien parelles casades, en un 3,6% dones solteres, i en un 32,1% no eren unitats familiars. En el 25% dels habitatges hi vivien persones soles el 10,7% de les quals corresponia a persones de 65 anys o més que vivien soles. El nombre mitjà de persones vivint en cada habitatge era de 2,5 i el nombre mitjà de persones que vivien en cada família era de 3,05.
Per edats la població es repartia de la següent manera: un 20% tenia menys de 18 anys, un 14,3% entre 18 i 24, un 34,3% entre 25 i 44, un 15,7% de 45 a 60 i un 15,7% 65 anys o més.
L'edat mediana era de 35 anys. Per cada 100 dones de 18 o més anys hi havia 93,1 homes.
La renda mediana per habitatge era de 27.500 $ i la renda mediana per família de 28.750 $. Els homes tenien una renda mediana de 28.750 $ mentre que les dones 12.083 $. La renda per capita de la població era de 9.945 $. Entorn del 18,2% de les famílies i el 16% de la població estaven per davall del llindar de pobresa.

## Poblacions més properes
El següent diagrama mostra les poblacions més properes.